# Psychotria impercepta
Psychotria impercepta är en måreväxtart som beskrevs av Albert Charles Smith och Steven P. Darwin. Psychotria impercepta ingår i släktet Psychotria och familjen måreväxter. Inga underarter finns listade i Catalogue of Life.